# Shauna Grant
Shauna Grant, född Colleen Marie Applegate 30 maj 1963 i Bellflower i Kalifornien, död 21 mars 1984, var en amerikansk porr- och nakenmodell. 
Hon växte upp i Farmington i Minnesota. Under sin tid på high school var hon cheerleader. I sin ungdom begick hon ett självmordsförsök genom en medicinöverdos. Efter high school började hon agera nakenmodell för tidningarna Club, Hustler och Penthouse. Strax efter gick hon över till hårdporr med filmer som Virginia, Suzie Superstar och Flesh and Laces 1 och 2. 19 år gammal hann hon under ett år göra 30 filmer, för vilka hon fick tre utmärkelser som skådespelerska på 1984 års Erotic Film Awards.
20 år gammal sköt hon sig i huvudet med ett gevär, ett självmordsförsök som denna gång lyckades. Detta var precis efter att hon gått med på att spela in ytterligare en porrfilm. Amerikansk porrindustri skickade sina kondoleanser till begravningen med brev och blommor, då de antog att deras närvaro på begravningen skulle reta upp familjen.